# Eggishorn
L'Eggishorn est un sommet des Alpes, en Suisse.

## Localisation

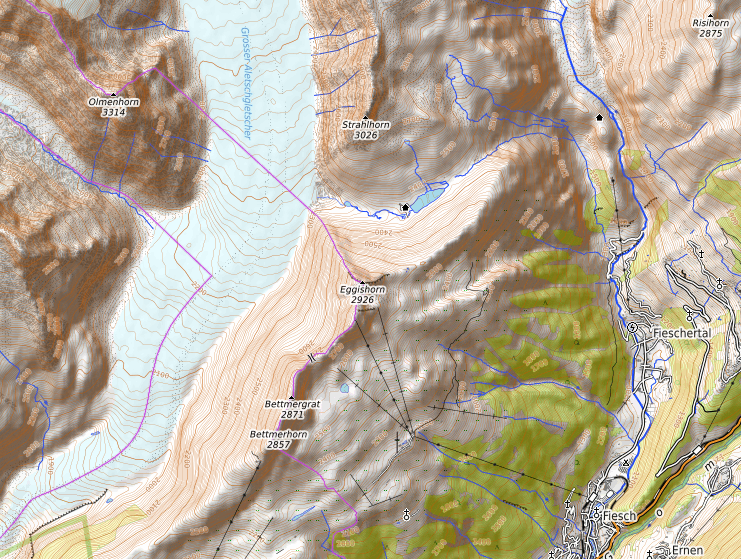
Carte topographique de l'Eggishorn.

Situé à proximité du glacier d'Aletsch, son ascension se fait soit depuis Fiesch en environ 5 heures 30, soit depuis Fiescheralp en environ 2 heures 30, soit depuis Bettmeralp en environ 3 heures 30.

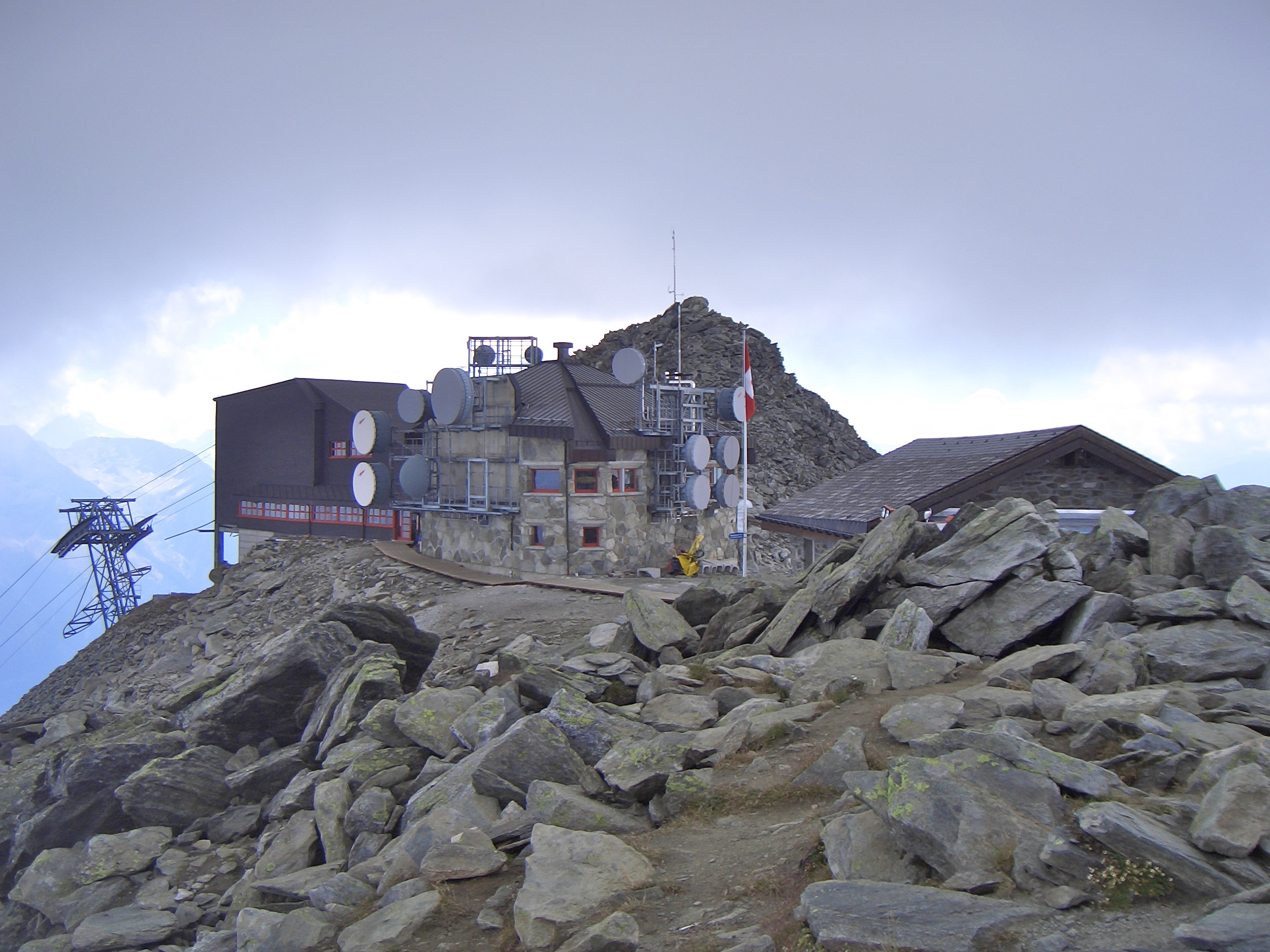
L'Eggishorn.
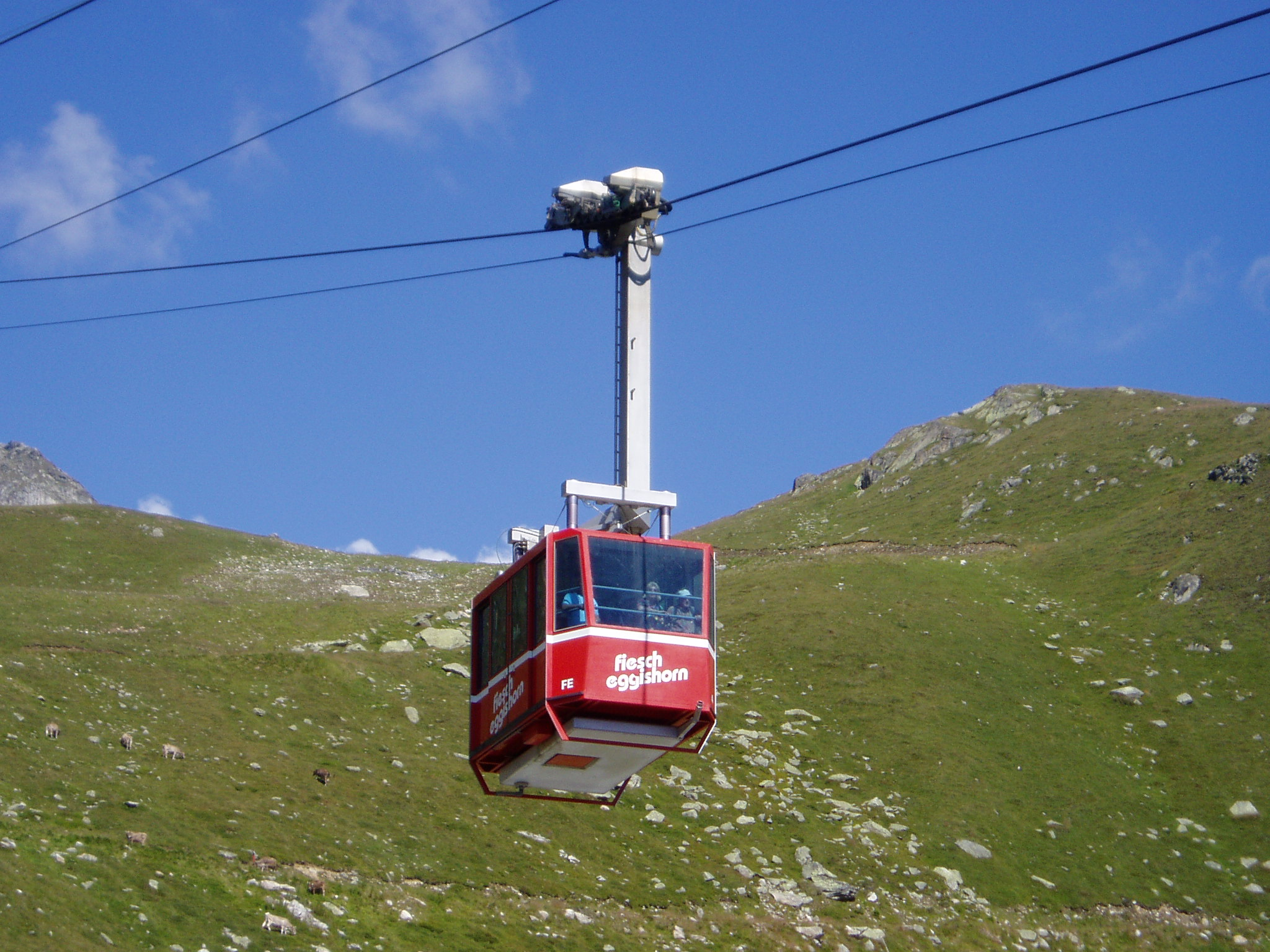
Téléphérique Fiesch - Eggishorn.
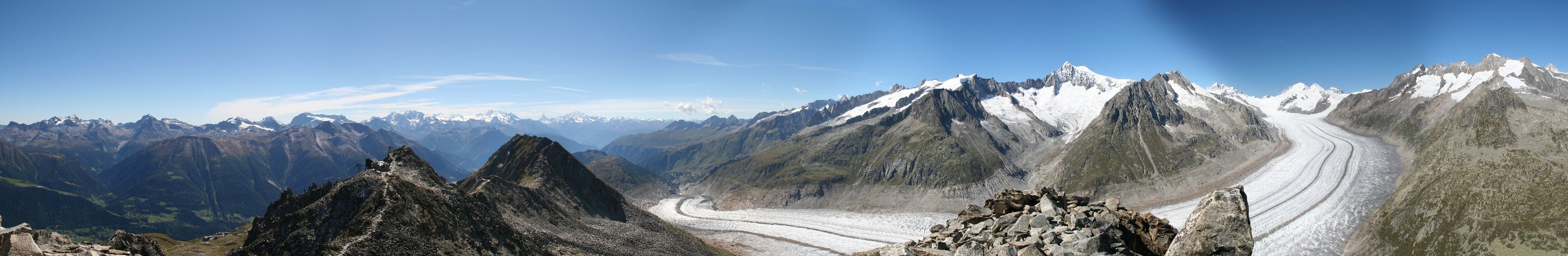
Glacier d'Aletsch vu depuis le sommet de l'Eggishorn (sept. 2007).